# Stenopogon surrufus
Stenopogon surrufus là một loài ruồi trong họ Asilidae. Stenopogon surrufus được Martin miêu tả năm 1968. Loài này phân bố ở vùng Tân nhiệt đới.